# Humaid Salmeen
Humaid Salmeen (Arabic:حميد سالمين) (sinh ngày 6 tháng 9 năm 1996) là một cầu thủ bóng đá người Các Tiểu vương quốc Ả Rập Thống nhất. Hiện tại anh thi đấu cho Al Dhafra.